# Timmertickgnagare
Timmertickgnagare (Stagetus borealis) är en skalbaggsart som beskrevs av Olle Israelsson 1971. Timmertickgnagare ingår i släktet Stagetus, och familjen trägnagare. Enligt den svenska rödlistan är arten nära hotad i Sverige. Arten förekommer i Götaland, Gotland, Svealand, Nedre Norrland och Övre Norrland. Artens livsmiljö är skogslandskap.